# Jörg Gartner
Jörg Gartner (bl. um 1505 – nach 1530) war ein niederbayrischer Bildhauer, der seine Werkstatt in Passau hatte.

## Leben und Werk

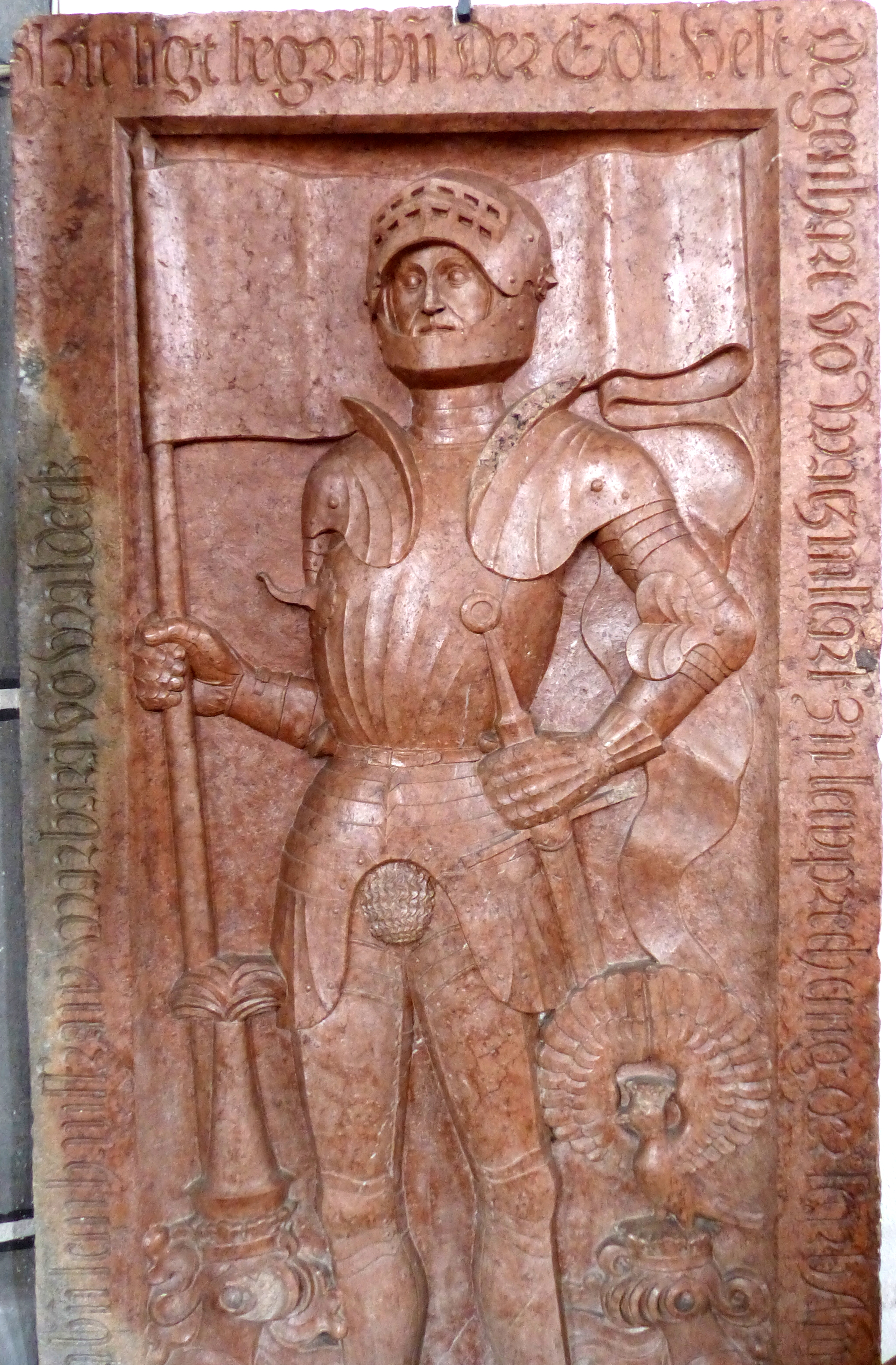
Grabplatte für Degenhart von Watzmannsdorf († 1506), Kellberg (Thyrnau)

Die genauen Lebensdaten Gartners sind nicht bekannt. Da von ihm nur Grabplatten überliefert sind, ergeben sich seine Lebensdaten mittelbar aus diesen. Gartners eigener, von ihm gefertigter Grabstein hat sich in Passau erhalten; es handelt sich nicht um einen Figurengrabstein, sondern nur um eine Inschrift, bei der das Todesdatum noch nicht eingemeißelt worden ist.
Hauptkundenkreis Gartners waren Angehörige der Ritterschaft an Inn und Salzach bis in das Innviertel, die bei ihm halbplastische Figurengrabplatten mit den Familienwappen in Auftrag gaben. Die Wappen wurden von ihm zum Teil in verschiedenfarbigem Marmor ausgearbeitet. Die lebensgroßen Figuren sind von knorrigen Laubstämmchen eingerahmt, die in ihrer Art die Bestimmung und Zuschreibung seiner Werke ermöglichen.
Unter den bedeutenderen Grabmonumenten für Ritter erwähnt das Allgemeine Lexikon der Bildenden Künstler von der Antike bis zur Gegenwart die für

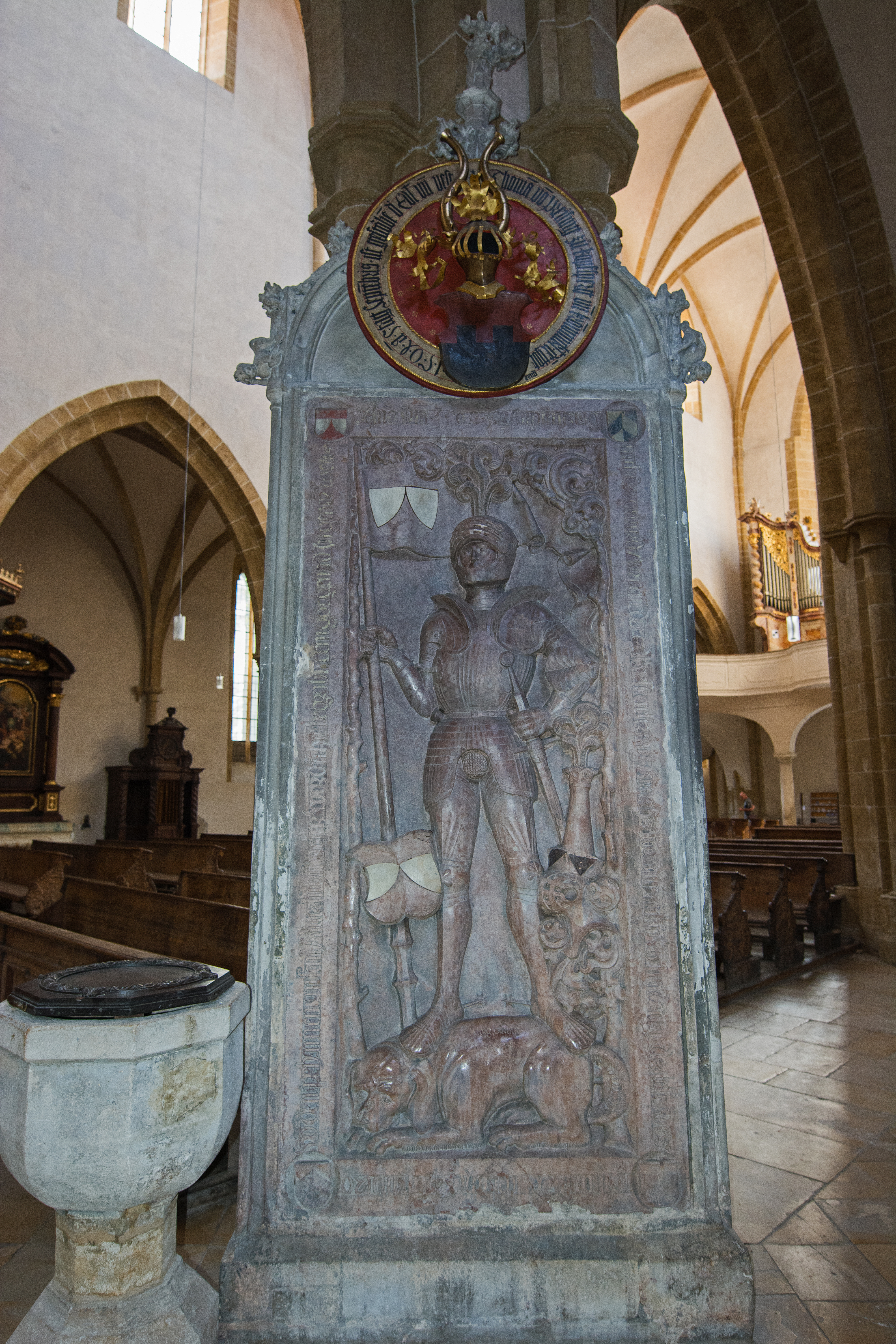
Schenk von Neideck

- Friedrich Mauthner (um 1512) in der Spitalkirche in Burghausen
- Jörg Pernpeck im Stift Engelszell bei Schärding
- Jörg Schenk von Neideck († 1504) in der Dominikanerkirche St. Blasius in Regensburg (um 1520)
- Wolfgang von Aham († 1517) in Stift Reichersberg am Inn
- Degenhardt von Watzmannsdorf († 1506), die Fertigung des Grabsteins in Kellberg bei Passau erfolgte zeitlich erst weit nach seinem Tod
- Tristram Fröschel († 1508) in der Herrenkapelle des Doms St. Stephan in Passau

Daneben fertigte er auch Grabmonumente für Angehörige des geistlichen Standes wie
- Abt Johannes IV. († 1504) im Kloster Aldersbach
- Propst Georg Pernpeck († 1503) in der Herrenkapelle des Doms St. Stephan in Passau

Als einziges Beispiel für ein Grabdenkmal für eine Frau aus Gartners Hand wird dort das der 1520 verstorbenen Barbara von Watzmannsdorf in Hutthurm bei Passau erwähnt. Als Beispiel für eine Wappengrabplatte Gärtners wird auf die des Hans Pockwitz († 1510) in der Elisabethkirche in Breslau verwiesen. Gärtner war als Künstler noch der Spätgotik verhaftet und nahm die Ornamentik der Renaissance noch nicht auf.